# Club Atlético Alvarado
Il Club Atlético Alvarado, meglio noto come Alvarado, è una società calcistica argentina con sede nella città di Mar del Plata. Milita nella Primera B Nacional, la seconda divisione del campionato argentino.
Fondato nel 1928, nella stagione 1978 prese parte alla massima serie argentina (all'epoca denominata Campionato Nacional), chiudendo al 7º posto nel gruppo D, ma ha trascorso la maggior parte della storia tra la seconda e la terza divisione argentina.

## Palmarès

### Competizioni nazionali
- Torneo Argentino B: 1

2011-2012